# Садовничий Євген Валентинович
Євге́н Валенти́нович Садо́вничий (10 вересня 1992, Дніпродзержинськ, Дніпропетровська область — 6 серпня 2016, Кримське (Сєвєродонецький район), Луганська область) — молодший сержант Збройних сил України, сержант роти матеріального забезпечення 9 роти 3 батальйону 93-ї окремої механізованої бригади, учасник російсько-української війни.

## Життєпис
Народився 1992 року у місті Дніпродзержинськ. У віці двох років залишився без батьків, його з братом виховували дідусь та бабуся - мешканці села Рокитного. Після закінчення школи у 2008 році навчався у кременчуцькому ВПТУ № 7 за спеціальністю «маляр-штукатур»; 
За словами директора ВПУ №7 М.Г. Несена, Євген залишив після себе пам'ять: разом з нині покійним вчителем зробили ремонт в приміщенні нинішнього кабінету-музею Другої світової війни та Голокосту.
Згодом обрав професію бармена, поїхав до Києва, де працював у ресторані. 
У червні 2015 року пішов на військову службу за контрактом; молодший сержант, сержант роти з матеріального забезпечення, 9-та рота 3-го батальйону 93-тя окрема механізована бригада. Брав участь у боях за Піски. Мріяв відкрити свій ресторан — та назвати його на честь загиблого командира «Оса».
6 серпня 2016-го загинув поблизу села Кримське (Новоайдарський район) внаслідок підриву на фугасі під час виконання бойового завдання — бійці проводили рекогносцировку переднього краю. Від вибуху «Бармен» і «Мультик» загинули на місці, «Тарік» помер у машині «швидкої», ще один боєць зазнав поранення.
Похований у селі Рокитне (Кременчуцький район).
Без Євгена лишилися бабуся, тітки, двоюрідні брат та сестра. 

## Нагороди
- указом Президента України № 476/2016 від 27 жовтня 2016 року «за особисту мужність і високий професіоналізм, виявлені у захисті державного суверенітету та територіальної цілісності України, вірність військовій присязі» — нагороджений орденом «За мужність» III ступеня (посмертно)[2][3].
- відзнакою Президента «За участь в антитерористичній операції» (грудень 2017; посмертно)[4].

## Вшанування пам'яті
- 27 вересня 2017 року на Стіні Пам’яті Вищого професійного училища №7 встановлена меморіальна дошка випускникам М.Вашурі, Д.Мовчану, Є.Садовничому[5].